# Mildrette Netter
Mildrette Netter (Greenview, 16 de junho de 1948) é uma ex-atleta velocista e campeã olímpica norte-americana.
Nos Jogos Olímpicos da Cidade do México 1968,  foi campeã olímpica integrando o revezamento 4x100 m, junto com Wyomia Tyus, Margaret Bailes e Barbara Ferrell, quando o quarteto norte-americano estabeleceu um novo recorde mundial – 42s88. Competiu novamente no 4x100 m em Munique 1972, como única remanescente do revezamento campeão no México, mas a equipe norte-americana ficou apenas em quarto lugar.